# Bathylychnops chilensis
Bathylychnops chilensis är en fiskart som beskrevs av Parin, Belyanina och Sergei Afanasievich Evseenko 2009. Bathylychnops chilensis ingår i släktet Bathylychnops och familjen Opisthoproctidae. Inga underarter finns listade.